# 美国大奖赛
美国大奖赛（英語：United States Grand Prix）是自1908年开始举办的一项汽车赛事。其前期为一项独立的大奖赛赛事，而在1950年成为世界一级方程式锦标赛的一个分站。F1美国大奖赛一共在9个不同的赛场举办过41届，最近一届于2007年在印第安纳波利斯举行。时隔五年之后，2012年美国大奖赛于11月18日在得克萨斯州奥斯丁的美洲赛道恢复举办。

## 历史
2009年8月，F1主席伯尼·埃克莱斯顿指出其暂时没有重新举办美国大奖赛的计划，而且美国站绝对不会再回到印第安纳波利斯的赛场举行。然而，在2010年的巴林大奖赛前，埃克莱斯顿又表示重办美国大奖赛是有可能的。同年3月，他宣布在纽约恢复举办2012年美国大奖赛。按计划，赛道将会座落在新泽西州，哈德逊河横过其间，而从曼哈顿的摩天大楼上可以俯瞰赛道。5月，初步规划显示赛道将会建在泽西市的自由女神公园（Liberty State Park）内，但这一规划不久之后就被废止。
2010年5月25日，经过谈判，得克萨斯州奥斯丁与F1管理公司签下一份合约，该市将兴建一条专门赛道，于2012年起举办美国大奖赛，历时十年。赛事推广者确认赛道将于城市东部兴建，占地800余英亩，由赫尔曼·提尔克（Hermann Tilke）设计。同年7月，赛事推广者承诺这条赛道将成为世界上最具挑战和最壮观的赛道，几个弯道的设计灵感来自于那些经典赛道。
2010年12月31日，名为美洲赛道（Ciruit Of The Americas）的新赛道开工建设，于2012年6月竣工。

## 歷屆冠軍
| 年份        | 車手              | 車隊              | 賽道                 | 報告 |
| ----------- | ----------------- | ----------------- | -------------------- | ---- |
| 2024        | 夏尔·勒克莱尔     | 法拉利            | 美洲賽道             | 报告 |
| 2023        | 馬克斯·維斯塔潘   | 紅牛–本田紅牛動力 | 美洲賽道             | 报告 |
| 2022        | 馬克斯·維斯塔潘   | 紅牛–本田紅牛動力 | 美洲賽道             | 報告 |
| 2021        | 馬克斯·維斯塔潘   | 紅牛–紅牛動力     | 美洲賽道             | 報告 |
| 2020        | 停辦              | 停辦              | 停辦                 | 停辦 |
| 2019        | 維爾特利·鮑達斯   | 梅赛德斯          | 美洲賽道             | 報告 |
| 2018        | 奇米·雷克南       | 法拉利            | 美洲賽道             | 報告 |
| 2017        | 路易斯·漢米爾頓   | 梅赛德斯          | 美洲賽道             | 报告 |
| 2016        | 路易斯·漢米爾頓   | 梅赛德斯          | 美洲賽道             | 报告 |
| 2015        | 路易斯·漢米爾頓   | 梅赛德斯          | 美洲賽道             | 报告 |
| 2014        | 路易斯·漢米爾頓   | 梅赛德斯          | 美洲賽道             | 报告 |
| 2013        | 塞巴斯蒂安·維泰爾 | 紅牛–雷诺         | 美洲賽道             | 報告 |
| 2012        | 路易斯·漢米爾頓   | 麥拉倫–梅赛德斯   | 美洲賽道             | 報告 |
| 2011 – 2008 | 停辦              | 停辦              | 停辦                 | 停辦 |
| 2007        | 路易斯·漢米爾頓   | 麥拉倫–梅赛德斯   | 印第安納波利斯賽車場 | 報告 |
| 2006        | 麥克·舒馬克       | 法拉利            | 印第安納波利斯賽車場 | 報告 |
| 2005        | 麥克·舒馬克       | 法拉利            | 印第安納波利斯賽車場 | 報告 |
| 2004        | 麥克·舒馬克       | 法拉利            | 印第安納波利斯賽車場 | 報告 |
| 2003        | 麥克·舒馬克       | 法拉利            | 印第安納波利斯賽車場 | 報告 |
| 2002        | 魯本斯·巴里切羅   | 法拉利            | 印第安納波利斯賽車場 | 報告 |
| 2001        | 米卡·海基寧       | 麥拉倫–梅赛德斯   | 印第安納波利斯賽車場 | 報告 |
| 2000        | 麥克·舒馬克       | 法拉利            | 印第安納波利斯賽車場 | 報告 |
| 1999 – 1992 | 停辦              | 停辦              | 停辦                 | 停辦 |
| 1991        | 埃尔顿·塞纳       | 迈凯伦–本田       | 鳳凰城市街賽道       | 報告 |
| 1990        | 埃尔顿·塞纳       | 迈凯伦–本田       | 鳳凰城市街賽道       | 報告 |
| 1989        | 阿兰·普罗斯特     | 迈凯伦–本田       | 鳳凰城市街賽道       | 報告 |
| 1988 – 1981 | 停辦              | 停辦              | 停辦                 | 停辦 |
| 1980        | 阿蘭·瓊斯         | –福特             | 沃特金斯格倫國際賽道 | 報告 |